# Diclidophlebia fremontiae
Diclidophlebia fremontiae är en insektsart som först beskrevs av Klyver 1930.  Diclidophlebia fremontiae ingår i släktet Diclidophlebia och familjen rundbladloppor. Inga underarter finns listade i Catalogue of Life.